# Gęstość (wojsko)
Gęstość – jednostka kalkulacyjna wyrażająca stosunek liczby środków walki do jednostki długości linii frontu lub liczby amunicji do jednostki powierzchni terenu.